# Icheon
Icheon (del coreano: 이천), oficialmente Ciudad de Icheon (en coreano: 이천시, Icheon-si), es una ciudad en la provincia de Gyeonggi al norte de la república de Corea del Sur. Está ubicada al sur de Seúl a unos 16 km y su área es de 461.2 km² y su población total es de 197.230.
Icheon es lugar de la sede principal de Hynix.

## Administración
La ciudad de Icheon se divide en los siguientes barrios.
- Bubar-eup (부발읍 )
- Janghowon-eup (장호원읍)
- Daewolmyeon (대월면)
- Majangmyeon (마장면)
- Mogamyeon (모가면)
- Baeksamyeon (백사면)
- Seolseongmyeon (설성면)
- Sindunmyeon (신둔면)
- Yulmyeon (율면)
- Hobeopmyeon (호법면)
- Gwangodong (관고동)
- Jungridong (중리동)
- Jeungpodong (증포동)
- Changjeondong (창전동)

## Símbolos
- Ave: El Pica pica.
- Flor: La Azalea.
- Árbol: El Pino.

## Clima
| Parámetros climáticos promedio de Icheon (1981−2010) | Parámetros climáticos promedio de Icheon (1981−2010) | Parámetros climáticos promedio de Icheon (1981−2010) | Parámetros climáticos promedio de Icheon (1981−2010) | Parámetros climáticos promedio de Icheon (1981−2010) | Parámetros climáticos promedio de Icheon (1981−2010) | Parámetros climáticos promedio de Icheon (1981−2010) | Parámetros climáticos promedio de Icheon (1981−2010) | Parámetros climáticos promedio de Icheon (1981−2010) | Parámetros climáticos promedio de Icheon (1981−2010) | Parámetros climáticos promedio de Icheon (1981−2010) | Parámetros climáticos promedio de Icheon (1981−2010) | Parámetros climáticos promedio de Icheon (1981−2010) | Parámetros climáticos promedio de Icheon (1981−2010) |
| Mes                                                  | Ene.                                                 | Feb.                                                 | Mar.                                                 | Abr.                                                 | May.                                                 | Jun.                                                 | Jul.                                                 | Ago.                                                 | Sep.                                                 | Oct.                                                 | Nov.                                                 | Dic.                                                 | Anual                                                |
| ---------------------------------------------------- | ---------------------------------------------------- | ---------------------------------------------------- | ---------------------------------------------------- | ---------------------------------------------------- | ---------------------------------------------------- | ---------------------------------------------------- | ---------------------------------------------------- | ---------------------------------------------------- | ---------------------------------------------------- | ---------------------------------------------------- | ---------------------------------------------------- | ---------------------------------------------------- | ---------------------------------------------------- |
| Temp. máx. media (°C)                                | 2.8                                                  | 6.3                                                  | 12.1                                                 | 19.3                                                 | 24.2                                                 | 27.5                                                 | 29.0                                                 | 29.9                                                 | 25.8                                                 | 20.4                                                 | 12.0                                                 | 4.7                                                  | 17.8                                                 |
| Temp. media (°C)                                     | −3.1                                                 | −0.2                                                 | 5.2                                                  | 11.9                                                 | 17.4                                                 | 21.7                                                 | 24.4                                                 | 24.8                                                 | 19.8                                                 | 13.0                                                 | 5.4                                                  | −1.2                                                 | 11.6                                                 |
| Temp. mín. media (°C)                                | −8.5                                                 | −6.1                                                 | −1.0                                                 | 4.9                                                  | 11.1                                                 | 16.6                                                 | 20.7                                                 | 21.0                                                 | 15.0                                                 | 7.2                                                  | −0.2                                                 | −6.4                                                 | 6.2                                                  |
| Precipitación total (mm)                             | 22.5                                                 | 23.9                                                 | 47.4                                                 | 74.0                                                 | 93.8                                                 | 146.0                                                | 370.2                                                | 319.9                                                | 176.0                                                | 42.1                                                 | 38.8                                                 | 16.3                                                 | 1370.8                                               |
| Días de precipitaciones (≥ 0.1 mm)                   | 6.0                                                  | 4.6                                                  | 7.2                                                  | 7.0                                                  | 7.6                                                  | 9.4                                                  | 14.6                                                 | 13.8                                                 | 9.0                                                  | 5.0                                                  | 7.1                                                  | 6.1                                                  | 97.4                                                 |
| Horas de sol                                         | 166.1                                                | 169.1                                                | 192.1                                                | 210.8                                                | 221.8                                                | 187.0                                                | 141.2                                                | 159.4                                                | 165.6                                                | 188.4                                                | 152.6                                                | 158.3                                                | 2113.7                                               |
| Humedad relativa (%)                                 | 64.4                                                 | 59.9                                                 | 58.0                                                 | 55.3                                                 | 62.1                                                 | 67.8                                                 | 77.3                                                 | 76.9                                                 | 74.5                                                 | 70.4                                                 | 67.1                                                 | 66.6                                                 | 66.7                                                 |
| Fuente: Korea Meteorological Administration          |                                                      |                                                      |                                                      |                                                      |                                                      |                                                      |                                                      |                                                      |                                                      |                                                      |                                                      |                                                      |                                                      |

## Ciudades hermanas
- Jingdezhen, desde 1997.
- Seto, desde 2004.
- Gangnam-gu